# بوب مارتينيز
بوب مارتينيز هو سياسي أمريكي، ولد في 25 ديسمبر 1934 في تامبا في الولايات المتحدة. نشط حزبياً في الحزب الجمهوري. وقد انتخب حاكم ولاية فلوريدا ‏ (6 يناير 1987 – 8 يناير 1991).